# Puig Rojà
El Puig Rojà, o de Rojà, en alguns mapes Rojat, és una muntanya del Pirineu, de 2.720 metres d'altitud. Pertany al massís del Canigó; és entre les comarques del Conflent i del Vallespir, a la Catalunya del Nord, entre els termes comunals de Castell de Vernet i del Tec.
És a a l'extrem nord del terme del Tec i al sud del de Castell de Vernet, a poc més de 3 quilòmetres i mig, en línia recta, del cim del Canigó, a ponent del Puig dels Tres Vents, al sud-oest de la Portella dels Tres Vents, al nord-est de la Serra dels Set Homes i del Pic de Bacivers.
Està format per dos tossals arrodonits d'idèntica altitud a 200 metres un de l'altre; el de més al nord té una important fita termenal.
Forma part de les rutes d'accés al Canigó pel costat sud.